# Danh sách súng carbine
Súng Carbine (phiên âm tiếng Việt là Cạc-bin), bắt nguồn từ tiếng Pháp là Carabine, là loại súng dài nhưng vẫn ngắn hơn súng trường. Nhiều loại súng Carbine chỉ là biến thể rút ngắn của súng trường, dùng chung loại đạn với súng trường nhưng sơ tốc đạn thấp hơn do nòng súng ngắn bị rút ngắn lại. Cũng vì vậy mà súng Carbine thường nhẹ hơn súng trường. Chính vì ngắn và nhẹ hơn súng trường, Carbine được xem là tiện dụng hơn khi cận chiến trên đường phố, trong rừng rậm, hay khi mang trên xe. Nhược điểm của Carbine so với súng trường là độ chính xác và hiệu lực khi bắn ở cự ly xa thấp hơn. So với súng tiểu liên, thì Carbine lại không tiện dụng bằng khi sử dụng để cận chiến. Vì dùng cùng loại đạn với súng trường, nên việc cấp đạn cho Carbine được xem là dễ dàng.
Dưới đây là danh sách các loại súng Carbine, có thể sẽ không đầy đủ. Hiện danh sách này vẫn đang cập nhật.
| Tên                                              | Nhà sản xuất                                         | Ảnh                         | Đạn | Quốc gia                                              | Năm            |
| ------------------------------------------------ | ---------------------------------------------------- | --------------------------- | --- | ----------------------------------------------------- | -------------- |
| 9A-91                                            | KBP Instrument Design Bureau                         |                             | 9×39mm | Liên Xô                                               | 1991           |
| AGM-1 Carbine                                    | AL.GI.MEC.Srl                                        |                             | 9×19mm Parabellum .45 ACP .22LR | Ý                                                     | Những năm 1980 |
| AK-102                                           | Kalashnikov Concern                                  |                             | 5.56x45mm NATO | Nga                                                   | 1994           |
| AK-103                                           | Kalashnikov Concern                                  |                             | 7.62×39mm | Nga                                                   | 1994           |
| AK-105                                           | Kalashnikov Concern                                  |                             | 5.45×39mm | Nga                                                   | 1994           |
| AKMSU                                            |                                                      | Tập tin:АКМСУ.gif           | 7.62×39mm | Liên Xô                                               | Những năn 1980 |
| AKS-74U                                          | Izhmash                                              |                             | 5.45×39mm | Liên Xô                                               | 1979           |
| Amogh carbine                                    | Indian Ordnance Factory                              |                             | 5.56×30mm MINSAS | Ấn Độ                                                 | 2010           |
| AO-46                                            |                                                      |                             | 5.45×39mm | Liên Xô                                               | 1969           |
| AR-57                                            |                                                      |                             | FN 5.7×28mm | Hoa Kỳ                                                | 2008           |
| Beretta Cx4 Storm                                | Fabbrica d'Armi Pietro Beretta                       |                             | 9×19mm Parabellum 9×21mm IMI .40 S&W .45 ACP | Ý                                                     | 2003           |
| Berthier carbine                                 |                                                      |                             | 8×51mmR French | Pháp                                                  | 1892           |
| Burnside carbine                                 | Bristol Firearms Company Burnside Rifle Company      |                             | | Hoa Kỳ                                                | 1855           |
| CETME Model LC carbine                           | CETME                                                |                             | 5.56×45mm NATO | Tây Ban Nha                                           |                |
| Chapina carbine                                  | Empresa Irmãos Chapina S/A. Industria Metalúrgica    |                             | .32-20 Winchester | Brasil                                                | 1964           |
| Colt Model 1839 Carbine                          | Colt's Manufacturing Company                         |                             | .525 in. lead ball | Hoa Kỳ                                                | 1838           |
| De Lisle carbine                                 | Ford Dagenham Sterling                               |                             | .45 ACP | Anh Quốc                                              | 1942           |
| FR8                                              | Various, see article                                 |                             | 7.62×51mm CETME 7.62×51mm NATO | Tây Ban Nha                                           | Những năm 1950 |
| FX-05 Xiuhcoatl carbine                          | Dirección General de Industria Militar del Ejército  |                             | 5.56×45mm NATO | México                                                | 2005           |
| G13 carbine                                      | Tbilisi Aircraft Manufacturing                       |                             | 5.56×45mm NATO | Gruzia                                                | 2012           |
| Grendel R31                                      | Grendel Inc.                                         |                             | .22 Winchester Magnum Rimfire | Hoa Kỳ                                                |                |
| HK416A5                                          | Heckler & Koch                                       | Tập tin:HK416 abasdfasd.png | 5.56×45mm NATO | Đức                                                   | 2004           |
| HK G36C                                          | Heckler & Koch                                       |                             | 5.56×45mm NATO | Đức                                                   | 2001           |
| HK G36K                                          | Heckler & Koch                                       |                             | 5.56×45mm NATO | Đức                                                   |                |
| Hi-Point 995                                     | Hi-Point Firearms                                    |                             | 9×19mm Parabellum .40 S&W .45 ACP | Hoa Kỳ                                                |                |
| HIW VSK                                          | Hessische Industrie Werke                            |                             | 8×33mm Kurz | Đức                                                   | 1944           |
| "Jungle Carbine" (Lee–Enfield, Rifle No. 5 Mk I) | Royal Ordnance Factory Birmingham Small Arms Company |                             | .303 British | Anh Quốc                                              | 1944           |
| K31                                              | Waffenfabrik Bern                                    |                             | 7.5×55mm Swiss | Thụy Sĩ                                               | 1933           |
| Karabinek wz. 91/98/23                           | Centralna Składnica Broni ARMA                       |                             | 7.92×57mm Mauser | Ba Lan                                                | 1923           |
| Karabiner 98k                                    | Mauser                                               |                             | 7.92×57mm Mauser | Đức                                                   | 1935           |
| Kbk wz. 1996 Mini-Beryl                          | Łucznik Arms Factory                                 |                             | 5.56×45mm NATO | Ba Lan                                                | 1995           |
| Kel-Tec SUB-2000                                 | Kel-Tec CNC Industries Inc.                          |                             | 9×19mm Parabellum .40 S&W | Hoa Kỳ                                                | 2001           |
| Krag–Jørgensen (M-1899 Carbine)                  |                                                      |                             | 6.5×55 Rimless | Na Uy                                                 | 1889           |
| L22 Carbine                                      | BAE Systems                                          |                             | 5.56×45mm NATO | Anh Quốc                                              | 1985           |
| M1 Carbine                                       | General Motors                                       |                             | .30 Carbine | Hoa Kỳ                                                | 1938           |
| M4 Carbine                                       | Colt Defense                                         |                             | 5.56×45mm NATO | Hoa Kỳ                                                | 1994           |
| M4A1                                             | Colt Defense                                         |                             | 5.56×45mm NATO | Hoa Kỳ                                                | 1994           |
| Marlin Model 1894                                | Marlin Firearms                                      |                             | .218 Bee .25-20 Winchester .32-20 Winchester .32 H&R Magnum .38 Special .357 Magnum .41 Remington Magnum .44-40 Winchester .44 Special .44 Magnum .45 Colt | Hoa Kỳ                                                | 1894           |
| Maynard carbine                                  | Maynard Factory                                      |                             | .50 .52 | Liên minh miền Nam                                    | 1851           |
| Ruger Mini-14                                    | Sturm, Ruger & Company                               |                             | .223 Remington 5.56×45mm | Hoa Kỳ                                                | 1967           |
| Ruger Mini-30                                    | Sturm, Ruger & Company                               |                             | 7.62×39mm | Hoa Kỳ                                                | 1987           |
| Modern Sub Machine Carbine                       | Ordnance Factory Tiruchirappalli                     |                             | 5.56×30mm MINSAS | Ấn Độ                                                 | 2006           |
| Mosin Nagant M1907 Carbine                       | Tula Arms Plant                                      |                             | 7.62×54mmR | Nga                                                   | 1907           |
| Mosin Nagant M1938 Carbine                       | Tula Arms Plant                                      |                             | 7.62×54mmR | Liên Xô                                               | 1939           |
| Mosin Nagant M1944 Carbine                       | Tula Arms Plant                                      |                             | 7.62×54mmR | Liên Xô                                               | 1944           |
| Mosin Nagant M1891/59 Carbine                    | Tula Arms Plant                                      |                             | 7.62×54mmR | Liên Xô                                               | 1959           |
| PM md. 90                                        | ROMARM                                               |                             | 7.62×39mm | Bản mẫu:Country data Cộng hòa Xã hội chủ nghĩa Rumani | 1963           |
| QBZ-95B                                          | Norinco                                              |                             | 5.8×42mm DBP87 5.56×45mm NATO | Trung Quốc                                            | 1997           |
| San Cristobal Carbine                            | Armería San Cristóbal Weapon Factory                 |                             | .30 Carbine | Cộng hòa Dominica                                     | 1950           |
| SG 443 Carbine                                   | Schweizerische Industrie Gesellschaft                |                             | 5.56×45mm NATO | Thụy Sĩ                                               |                |
| SG 552                                           | Swiss Arms AG                                        | Tập tin:Stgw 90 kurz.jpg    | 5.56×45mm NATO | Thụy Sĩ                                               | 1998           |
| Skbk wz. 1989 Onyks                              | Łucznik Arms Factory                                 |                             | 5.45×39mm | Ba Lan                                                | 1987           |
| SKS                                              |                                                      |                             | 7.62×39mm | Liên Xô                                               | 1944           |
| Smith & Wesson Model 1940 Light Rifle            | Smith & Wesson                                       |                             | 9×19mm Parabellum | Hoa Kỳ                                                |                |
| Stoner 63/63A Carbine                            | Cadillac Gage                                        |                             | 5.56×45mm NATO | Hoa Kỳ                                                | 1964           |
| Swiss Mannlicher M1893 Carbine                   | Sig Holding AG Waffenfabrik Bern                     |                             | 7.5×53.5mm Swiss | Thụy Sĩ                                               | 1893           |
| Thorneycroft carbine                             |                                                      |                             | .303 British | Anh Quốc                                              | 1901           |
| Shiki 38                                         |                                                      |                             | 6.5×50mm Arisaka | Nhật Bản                                              | 1906           |
| Shiki 44 carbine                                 |                                                      |                             | 6.5×50mm Arisaka | Nhật Bản                                              | 1911           |
| Zastava M85                                      | Zastava Arms                                         |                             | 5.56×45mm NATO | Nam Tư                                                |                |
| Zastava M92                                      | Zastava Arms                                         |                             | 7.62×39mm | Nam Tư                                                | 1973           |